# دهستان پویده
دهستان پویده (به لاتین: Pöide Parish) یک دهستان در استونی است که در شهرستان ساره واقع شده‌است.

## خصوصیات
دهستان پویده ۱۲۳٫۶ کیلومترمربع مساحت و ۹۵۳ نفر جمعیت دارد.